# Paradela (Miranda do Douro)
Paradela é uma povoação portuguesa do Município de Miranda do Douro que foi sede da extinta Freguesia de Paradela, freguesia que tinha 13,84 km² de área e 165 habitantes (2011), e, por isso, uma densidade populacional de 10,9 hab/km².
A Freguesia de Paradela foi extinta (agregada) pela reorganização administrativa de 2012/2013, tendo o seu território sido agregado ao da Freguesia de Ifanes para criar a União de Freguesias de Ifanes e Paradela.
Esta aldeia constitui um dos pontos extremos de Portugal, pois é seu o território mais oriental português. 

## População
| População da freguesia de Paradela | População da freguesia de Paradela | População da freguesia de Paradela | População da freguesia de Paradela | População da freguesia de Paradela | População da freguesia de Paradela | População da freguesia de Paradela | População da freguesia de Paradela | População da freguesia de Paradela | População da freguesia de Paradela | População da freguesia de Paradela | População da freguesia de Paradela | População da freguesia de Paradela | População da freguesia de Paradela | População da freguesia de Paradela |
| ---------------------------------- | ---------------------------------- | ---------------------------------- | ---------------------------------- | ---------------------------------- | ---------------------------------- | ---------------------------------- | ---------------------------------- | ---------------------------------- | ---------------------------------- | ---------------------------------- | ---------------------------------- | ---------------------------------- | ---------------------------------- | ---------------------------------- |
| 1864                               | 1878                               | 1890                               | 1900                               | 1911                               | 1920                               | 1930                               | 1940                               | 1950                               | 1960                               | 1970                               | 1981                               | 1991                               | 2001                               | 2011                               |
| 325                                | 324                                | 309                                | 325                                | 275                                | 255                                | 274                                | 316                                | 322                                | 363                                | 265                                | 246                                | 154                                | 165                                | 151                                |

## Património
- Igreja Paroquial de Paradela;
- Capela da Senhora da Assunção.